# W32.Mytob.V@mm
W32.Mytob.V@mm је информатички црв који користи сопствени SMTP енџин помоћу кога шаље масовне имејл поруке на адресе које прикупи из фајлова на зараженом рачунару. Откривен је 3. априла 2005. године.

## Друга имена
Такође је познат као 

## Дејство
Имејлови које шаље имају променљиве параметре за наслов (енгл. subtitle) и прикачени фајл (енгл. attachment). Прикачени фајл који садржи вирус може да има екстензије .bat, .cmd, .doc, .exe, .htm, .pif, .scr, .tmp, .txt, или .zip. Црв такође има способност да искористи уобичајене сигурносне пропусте у систему да отвори себи порт преко кога ће се ширити кроз мрежу.
Оперативни системи које напада су: Windows 2000, Windows 95, Windows 98, Windows Me, Windows NT, Windows Server 2003, Windows XP.

## Опис
Величина инфицираног дела: 46.687 бајта.